# Obaid Al-Tawila
Obaid Mohamed Madżid Al-Tawila Al-Suwaidi (ur. 26 sierpnia 1979 w Dubaju) – emiracki piłkarz występujący na pozycji bramkarza w drużynie Al-Ahli Dubaj.

## Kariera piłkarska
Obaid Al-Tawila jest bramkarzem zespołu Al-Ahli. W 2008 zadebiutował w reprezentacji Zjednoczonych Emiratów Arabskich. W 2011 został powołany do kadry na Puchar Azji rozgrywany w Katarze. Jego drużyna zajęła ostatnie miejsce w grupie i nie awansowała do dalszej fazy.